# NGC 785
NGC 785 este o galaxie lenticulară situată în constelația Triunghiul. A fost descoperită în 25 octombrie 1876 de către Édouard Stephan⁠(d). Se află la o distanță de 66,58 de megaparseci de Pământ.